# 佐藤泰男
佐藤 泰男（さとう やすお、1953年 9月24日 - ）は、テレビ山梨の元アナウンサー。
神奈川県相模原市出身。日本大学を卒業後、1976年にUTY入社。
現在は、制作部に異動。異動後も「UTYカラオケ大賞」の復活特番や「ウッティタウン6丁目」などに出演。
趣味はクラフト。特技は、耳を動かせること。

## 過去の担当番組
- UTYカラオケ大賞
- はなきんマーケット
- UTYわいわいQGランド
- ウッティタウン6丁目（隔週木曜出演）
- ザ・ベストテン （UTY追っかけマン)